# Окулярек білолобий
Окуля́рек білолобий (Phlegopsis borbae) — вид горобцеподібних птахів родини сорокушових (Thamnophilidae). Ендемік Бразилії. Раніше цей вид відносили до монотипового роду Білолобий окулярик (Skutchia), однак за результатами молекулярно-філогенетичного дослідження він був переведений до роду Рудоок (Phlegopsis).

## Поширення і екологія
Білолобі окуляреки мешкають на півдні центральної Бразильської Амазонії, в області між річками Мадейра, Рузвельт, Аріпуана і Тапажос. Вони живуть в підліску вологих рівнинних тропічних лісів, на висоті до 150 м над рівнем моря. Живляться комахами, слідкують за переміщенням кочових мурах.